# アニク

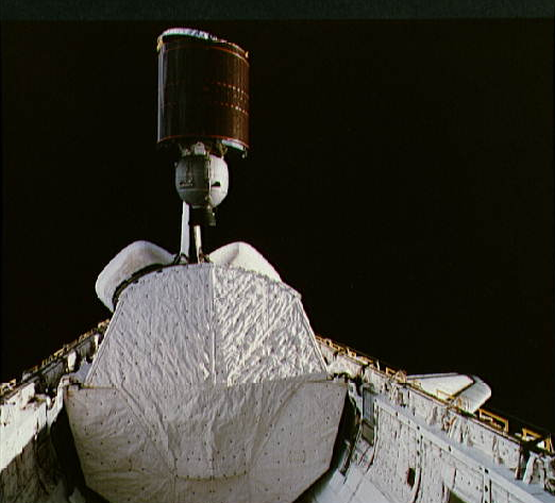
STS-5で放出されるアニクC3

アニク（Anik）とはテレサット･カナダが運用している静止通信衛星シリーズ。目的はカナダ国内におけるテレビ放送などの通信である。アニクとはイヌクティトゥット語で、「小さな兄弟」を意味する。日本語ではアーニクとも表記される。

## 衛星一覧
| 名称      | 種類                        | 打上げ日       | 退役日         | 打上げ機                       |
| --------- | --------------------------- | -------------- | -------------- | ------------------------------ |
| アニクA1  | ヒューズ・エアクラフトHS333 | 1972年11月9日  | 1982年7月15日  | デルタ1914                     |
| アニクA2  | ヒューズ・エアクラフトHS333 | 1973年4月20日  | 1982年10月6日  | デルタロケット                 |
| アニクA3  | ヒューズ・エアクラフトHS333 | 1975年5月7日   | 1984年11月21日 | デルタロケット                 |
| アニクB1  | RCA アストロ・サットコム    | 1978年12月15日 | 1986年12月1日  | デルタロケット                 |
| アニクC1  | ヒューズ・エアクラフトHS376 | 1985年4月12日  | 2003年5月5日   | スペースシャトルディスカバリー |
| アニクC2  | ヒューズ・エアクラフトHS376 | 1983年6月18日  | 1998年1月7日   | スペースシャトルチャレンジャー |
| アニクC3  | ヒューズ・エアクラフトHS376 | 1982年11月11日 | 1997年6月18日  | スペースシャトルコロンビア     |
| アニクD1  | ヒューズ・エアクラフトHS376 | 1982年8月26日  | 1991年12月16日 | デルタロケット                 |
| アニクD2  | ヒューズ・エアクラフトHS376 | 1984年11月8日  | 1995年1月31日  | スペースシャトルディスカバリー |
| アニクE1  | GEアストロ5000              | 1991年9月26日  | 2005年1月18日  | アリアン4                      |
| アニクE2  | GEアストロ5000              | 1991年4月4日   | 2005年11月23日 | アリアン4                      |
| アニクF1  | HS 702（ボーイング702）     | 2000年11月21日 | 現役           | アリアン4                      |
| アニクF2  | ボーイング702               | 2004年7月17日  | 現役           | アリアン5G                     |
| アニクF1R | ユーロスターE3000           | 2005年9月9日   | 現役           | Proton/Breeze-M                |
| アニクF3  | ユーロスターE3000           | 2007年4月10日  | 現役           | Proton/Breeze-M                |